# モスクワ・ブレスト鉄道
モスクワ・ブレスト鉄道（ロシア語:Белорусское направление Московской железной дороги）はロシア連邦の首都モスクワにあるベラルースキー駅からスモレンスクを経てベラルーシの首都ミンスクを経由して同国西端のブレスト駅に至る鉄道路線である。今日ではモスクワ・スモレンスク鉄道、ミンスク・ヴォルシャ鉄道、ミンスク・ブレスト鉄道から構成される。

## 歴史
モスクワ - スモレンスク間に鉄道を建設する計画は1868年にアレクサンドル2世によって提案された。1869年春に建設が開始され、1870年9月20日に開業した。1871年11月16日にはスモレンスク - ブレスト間が開業した。両者は統合されモスクワ・ブレスト鉄道と呼ばれるようになった。1877年から1879年にかけてモスクワ - クビンカ間、1891年から1892年にかけてクビンカ - スモレンスク間の複線化が行なわれた。電化は1941年に開始され、1973年までにモスクワ - ヴャジマ間は直流3,000Vで電化された。モスクワオリンピックを前年に控えた1979年には残りのヴャジマ  - ミンスク - ブレスト間が交流50Hz 25,000Vで電化された。本線の他に数多くの支線が存在する。

## 国境管理
当路線ではロシアからベラルーシを経てシェンゲン圏まで直通する国際列車も数多く運行されている。ロシア・ベラルーシ両国の国境駅はクラスノエ駅およびシュホーフツィ駅であるが、ロシア・ベラルーシ両国は国境管理を一体化しているため、両国間の国境では基本的にパスポートの確認は行われない。但し、両国以外の第三国の国民はベラルーシからロシアに入国する際にはロシア・ベラルーシ両国のビザが必要となる。

## 経由する主要都市
モスクワ - ヴャジマ - スモレンスク - ヴォルシャ - ミンスク - ストーブシー - バラーナヴィチ - ブレスト

## その他
ボリス・パステルナークの小説ドクトル・ジバゴにも登場する。